# Willy Millowitsch

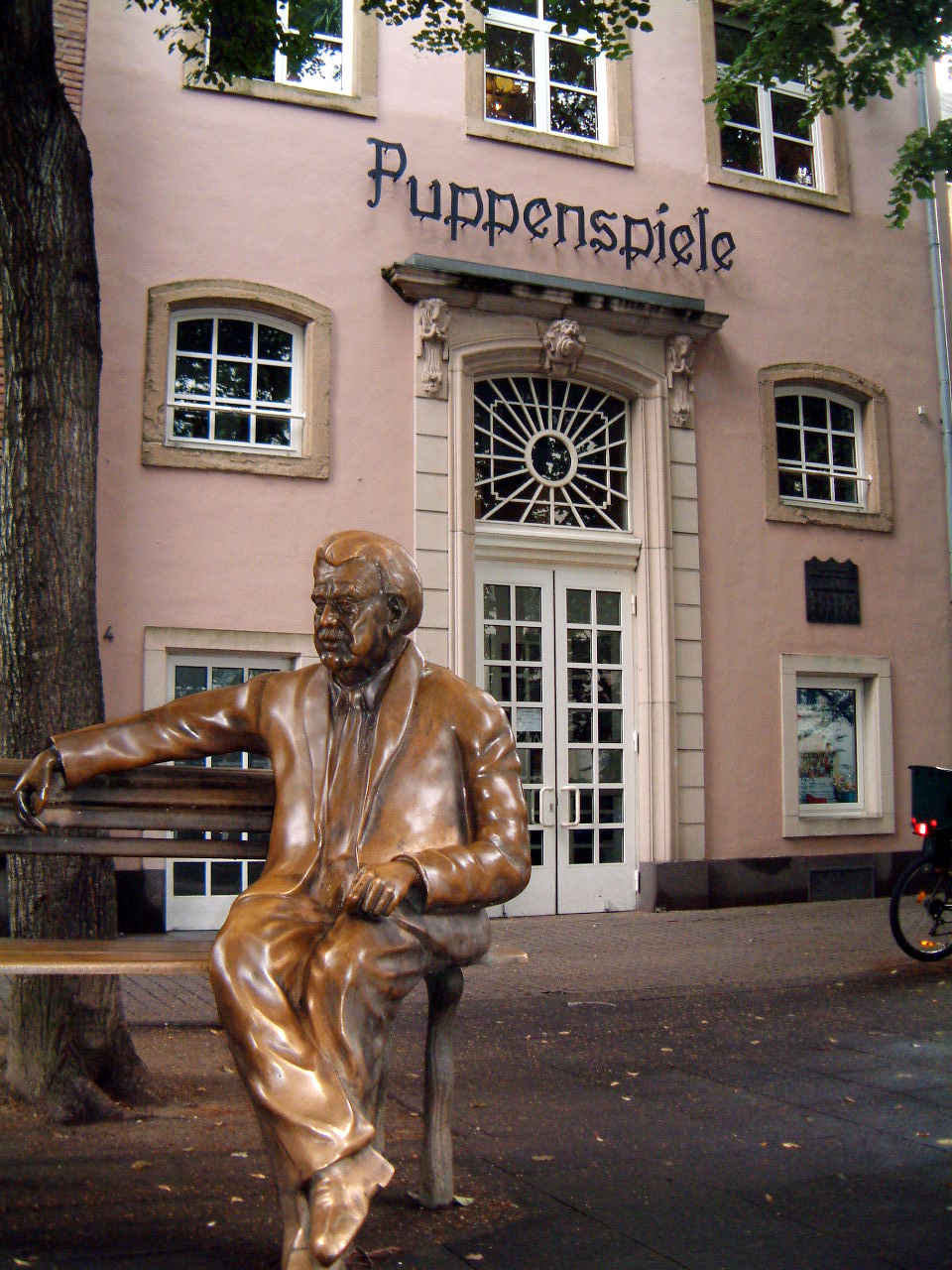
Pomnik Willy'ego Millowitscha

Willy Millowitsch (ur. 18 stycznia 1909 w Kolonii, zm. 20 września 1999 tamże) – niemiecki aktor.

## Życiorys
Willy Millowitsch wywodzi się z rodziny z tradycjami aktorskimi. Jego rodzice Peter Wilhelm i Käthe byli aktorami, natomiast ciotka Cordy Millowitsch była aktorką i piosenkarką. Jako dziecko interesował się bardziej teatrem niż szkołą. W 1922 bez ukończenia szkoły zmienił zawód na aktorstwo. A w roku 1940 przejął od ojca kierownictwo Teatru Millowitsch, a później pracował jako dyrektor tego teatru jak również jako artysta.
W 1939 poślubił Linny Lüttgen, w późniejszym czasie doszło do rozwodu.

## Ekranizacje
- 1949: Gesucht wird Majora (niem.)
- 1951: Der Tiger Akbar(niem.)
- 1952: Der fröhliche Weinberg (niem.)
- 1953: Der Etappenhase (TV) (niem.)
- 1955: Unternehmen Schlafsack (niem.)
- 1955: Der verkaufte Großvater (TV) (niem.)
- 1955: Zwei blaue Augen( niem.)
- 1956: Der Etappenhase (niem.)
- 1957: Drei Mann auf einem Pferd (niem.)
- 1957: Schön ist die Welt (niem.)
- 1957: Zwei Herzen im Mai (niem.)
- 1957: Scampolo (niem.)
- 1958: Die Landärztin (niem.)
- 1958: Liebe, Mädchen und Soldaten (niem.)
- 1958: Vater, Mutter und neun Kinder (niem.)
- 1959: Alle Tage ist kein Sonntag (niem.)
- 1960: Der wahre Jakob(niem.)
- 1960: Willy, der Privatdetektiv (niem.)
- 1961: Der Hochtourist *1961: Robert und Bertram (niem.)
- 1968: Frau Wirtin hat auch einen Grafen (niem.)
- 1968: Pension Schöller (TV) (niem.)
- 1969: Charley's Onkel (niem.)
- 1972: Die lustigen Vier von der Tankstelle (niem.)
- 1973: Unsere Tante ist das Letzte (niem.)
- 1976: Der Geheimnisträger (niem.)
- 1978: Das Geld liegt auf der Bank (TV)(niem.)
- 1981: Der keusche Lebemann (TV)(niem.)
- 1982: Ein dicker Hund (niem.)
- 1983: Die wilden Fünfziger (niem.)
- 1968: Frau Wirtin hat auch einen Grafen (niem.)
- 1968: Pension Schöller (TV) (niem.)
- 1969: Charley's Onkel (niem.)
- 1972: Die lustigen Vier von der Tankstelle (niem.)
- 1973: Unsere Tante ist das Letzte (niem.)
- 1976: Der Geheimnisträger (niem.)
- 1978: Das Geld liegt auf der Bank (TV) (niem.)
- 1981: Der keusche Lebemann (TV)(niem.)
- 1982: Ein dicker Hund (niem.)
- 1983: Die wilden Fünfziger (niem.)
- 1962: Der Zigeunerbaron (niem.)
- 1962: Tante Jutta aus Kalkutta (TV) (niem.)
- 1964: Die drei Scheinheiligen (niem.)
- 1965: Drei kölsche Jungen (TV (niem.)
- 1966: Der Raub der Sabinerinnen (TV) (niem.)
- 1967: Der kühne Schwimmer (TV) (niem.)
- 1967: Heubodengeflüster (niem.)
- 1967: Herrliche Zeiten im Spessart (niem.)
- 1967: Paradies der flotten Sünder (niem.)
- 1987: Das Mädchen aus dem Fahrstuhl (TV)
- 1989: Kommissar Klefisch – Ein Fall für Onkel (niem.)
- 1990: Heidi und Ernie (TV-Serie) (niem.)
- 1990: Tante Jutta aus Kalkutta (TV) (niem.)
- 1991: Pizza Colonia (TV) (niem.)
- 1991: Kommissar Klefisch – Dienstvergehen (niem.)
- 1992: Der blaue Heinrich (TV) (niem.)
- 1992: Kommissar Klefisch – Ein unbekannter Zeuge (niem.)
- 1993: Kommissar Klefisch – Tod am Meer (niem.)
- 1993: Pension Schöller (TV) (niem.)
- 1996: Kommissar Klefisch – Vorbei ist vorbei (niem.)

## Wyróżnienia
- 1961: Bravo Otto in Gold
- 1962: Bravo Otto in Silber
- 1983: Telestar
- 1990: Bambi (Nagroda)
- 1992: Bambi (Nagroda)
- 1994: Willi-Ostermann-Medaille in Gold (najwyższe odznaczenie Kölner Karnevals)
- 1994: Bayerischer Fernsehpreis (Odznaczenie Ministra Bawarii)